# 曉帆 (藝人)
小帆（英語：Xiao Fan，1990年11月21日—），本名楊曉帆（英語：Yang Xiao-Fan，曾是舞蹈團體Pretty M成員之一與前中華職棒Lamigo桃猿專屬啦啦隊LamiGirls之一曾擔任隊長一職，現為女團伊梓帆的一員、樂天桃猿Rakuten Girls舞蹈副總監與桃園雲豹電豹女舞蹈老師。

## 經歷
2015年因拍攝「挺柱桌曆」，遭球團以違約及觸犯競業條款禁賽至年底，之後和同樣拍攝桌曆的陳伊，梓梓，組成伊梓帆團體出道。
2021年起擔任台灣中華職棒樂天桃猿專屬啦啦隊Rakuten Girls舞蹈副總監與T1 LEAGUE桃園雲豹專屬啦啦隊電豹女舞蹈總監。

## 啦啦隊經歷

### 棒球之啦啦隊
| 年份       | 隊伍名稱      | 備註                             |
| 2013－2015 | LamiGirls     | 中華職棒Lamigo桃猿啦啦隊         |
| 2021－至今 | Rakuten Girls | 中華職棒樂天桃猿啦啦隊舞蹈副總監 |

### 籃球之啦啦隊
| 年份       | 隊伍名稱 | 備註                              |
| 2021－2024 | 電豹女   | T1 LEAGUE桃園雲豹啦啦隊舞蹈副總監 |

## 出版作品
| 年份    | 名稱                                     | 備註            |
| 2017/12 | 《2018伊梓帆禮物書》                     | 寫真桌曆 含單曲 |
| 2017/08 | 《伊梓帆專屬數位寫真【轉角浴見伊梓帆】》 | 電子寫真書      |
| 2016/12 | 《因為你，我在這裡 伊梓帆寫真書》        | 寫真書 含單曲   |

## 演出作品

### 電影
| 年份    | 電影              | 演出       |
| 2018/08 | 王牌教師 麻辣出擊 | 啦啦隊隊員 |

### MV
| 年份          | 曲名                 | 演出                 |
| 2019/07       | 蔡岳宸《他牽過的手》 | 女主角               |
| 2021年6月15日 | 若潼《防疫小尖兵》   | 與陳伊、沐妍共同演出 |

### 綜藝節目
| 年份   | 名稱           | 備註               |
| 2021年 | 《閨蜜出任務》 | 與沐妍共同主持     |
| 2022年 | 《娛樂百分百》 | 凹鳴狼人殺常駐嘉賓 |
| 2023年 | 《閨蜜夢想家》 | 與沐妍共同主持     |

## 音樂作品
| 年份          | 專輯名         | 曲目                                                                          |
| 2025年6月20日 | 《等著一個醉》 | 1. 想得美 2. Fall in Love 3. 等著一個醉 4. Fall in Love(Instrumental Version) |

### 單曲
| 年份    | 曲名              | 備註     |
| 2023/11 | 《想得美》        |          |
| 2024/01 | 《沒有Sunday》    |          |
| 2024/04 | 《問》            |          |
| 2024/07 | 《耍帥》          |          |
| 2025/03 | 《fall in love 》 | 參與作詞 |

## 外部連結
- Fan. 小帆的Facebook專頁
- 小帆 楊曉帆 Fan的Instagram帳戶
- 小帆楊曉帆的X（前Twitter）
- 小帆楊曉帆的TikTok